# Невыплаты пенсий и социальных пособий в России в 1990-е годы

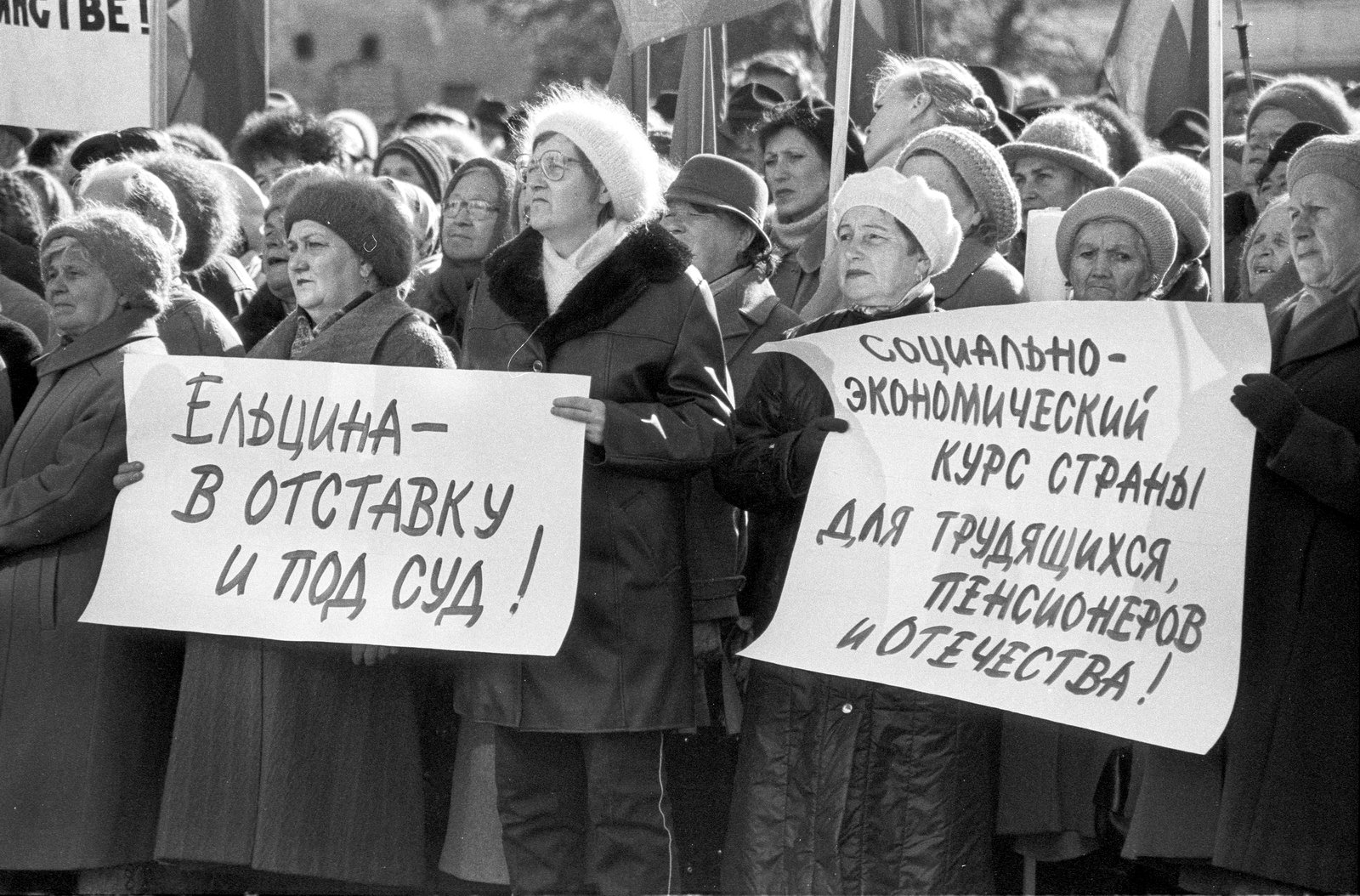
Пенсионеры на митинге, 1998 год

Невыплаты пенсий и социальных пособий в России в 1990-е годы во время проведения экономических реформ стали массовым явлением наряду с невыплатами зарплат. К началу 1997 года задолженность по пенсиям достигла 17 трлн неденоминированных рублей, по выплате пособий на детей — около 10 трлн рублей, пособий по безработице — около 2 трлн рублей.
При этом размеры пенсий и детских пособий (даже без учёта их невыплат) не обеспечивали прожиточного минимума. Размер пенсии во второй половине 1997 года — первой половине 1998 года колебался в пределах 75—80 % прожиточного минимума пенсионера. В июле 1999 года с учётом сложившейся дифференциации пенсий минимальная пенсия с компенсацией составила 44 % прожиточного минимума пенсионера. Доктор экономических наук Михаил Дмитриев отмечал, что уровень пенсионного обеспечения не позволял обеспечить «даже физиологический минимум средств к существованию».
Размер детских пособий был привязан к минимальной заработной плате, в большинстве случаев размер детского пособия составлял 70 % минимальной оплаты труда. В июле 1998 года это составляло лишь 13 % от величины прожиточного минимума ребёнка. После дефолта величина общефедерального прожиточного минимума для детей возросла в 2,2 раза, т.о. размер детского пособия сократился до 6 % прожиточного минимума ребёнка.
Юристы и правозащитники относили невыплаты к серьёзным нарушениям прав человека. Учёный-правовед Н. И. Матузов отмечал, что многомесячные невыплаты являются «прямым нарушением права человека на жизнь». В докладе МХГ 1998 года задержки и невыплаты назывались «открытым и вызывающим произволом», «полным беззаконием», «нарушением оговоренных в Конституции РФ прав человека». Перебои в выплате пенсий переносились тяжелее, чем несвоевременные выплаты зарплат, поскольку у пожилых людей меньше возможностей найти альтернативный источник дохода.

## Социальное воздействие и протесты

### Протесты пенсионеров
По словам социолога Леонида Гордона, пенсионеры и матери не имели организованности, которой располагали трудовые коллективы. Обычно пенсионеры соединялись с соседями и протестовали без заранее намеченного плана, так как «оставаться дома наедине со своими думами, болячками и долгами ещё страшнее». Их протесты преимущественно ограничивались небольшими пикетами и демонстрациями.
Гордон отмечал, что действия протестующих в состоянии стресса принимали стихийные и неуправляемые формы. Пенсионеры в Твери перекрыли железную дорогу Москва—Петербург; в Кимрах пенсионеры с кольями, арматурой, вилами, угрожая чиновникам, заняли мост через Волгу; в Ростове-на-Дону пенсионеры с криками «не защищаете нас — и вам пощады не будет!» блокировали областной департамент социальной защиты; в Йошкар-Оле пенсионеры бросились на приступ президентского дворца, разбили стекла, однако остановились, не зная, что делать дальше. К крайним случаям нервной напряжённости, связанной с невыплатами, социолог относит самоубийства пенсионеров.

### Протесты женщин
Как отмечает Гордон, действия матерей, добивающихся получения задержанных детских пособий, иногда становились «невообразимыми, напоминающими массовый психоз». Так, зимой 1998—1999 года в Юрге после многомесячных задержек был объявлен день выплат пособий. Утром к зданию городского отдела соцобеспечения пришли около тысячи матерей. Одна из женщин в ожидании открытия предложила развести костёр: «и словно охваченные общей истерикой сотни женщин с криком бросились ломать деревья и кусты», «уничтожение насаждений превратилось в бессмысленный разгром всего, что попадалось под руку». Силы милиции остановили толпу.
Учёный сравнивает опасность стихийных протестов стариков и женщин с силой протестов трудовых коллективов. Несмотря на то, что подавить их бунт не составляло труда, насилие в отношении них могло вызвать массовую непредсказумую реакцию остального населения. Кроме того, обычно невыплаты пенсий накладывались на невыплаты зарплат, охватывая те же самые регионы. В таких случаях, по словам Гордона, «бессильное отчаяние стариков и матерей может стать запалом для всесокрушающих действий молодой и зрелой части активных работников». Дополнительным угрожающим фактором были массовые невыплаты милиции и армии: так, в августе 1996 года милиция получила только 5 % причитающейся суммы зарплаты.